# Jared Rosholt
Jared Daniel Rosholt, född 4 augusti 1986, är en amerikansk MMA-utövare som 2013-2016 tävlade i organisationen Ultimate Fighting Championship och som sedan 2017 tävlar i Professional Fighters League.